# Per Mertesacker
Per Mertesacker (ur. 29 września 1984 w Hanowerze) – niemiecki piłkarz, występował na pozycji obrońcy, w latach 2004–2014 reprezentant Niemiec.

## Kariera klubowa
Mertesacker jest wychowankiem klubu TSV Pattensen, w którym treningi rozpoczął w wieku 4 lat. Trenował tam przez 7 lat, a w 1995 roku przeszedł do juniorów Hannoveru 96. W sezonie 2003/2004 został włączony do jego pierwszej drużyny, występującej w Bundeslidze. W barwach Hannoveru zadebiutował 31 sierpnia 2003 w wygranym 3:0 meczu Pucharu Niemiec z VfL Kirchheim unter Teck. 1 listopada 2003 w wygranym 2:1 pojedynku z 1. FC Köln Mertesacker zadebiutował w Bundeslidze. W sezonie 2003/2004 w lidze zagrał 13 razy. Od początku następnego sezonu stał się podstawowym graczem Hannoveru. 29 sierpnia 2004 w zremisowanym 1:1 spotkaniu z Borussią Dortmund Mertesacker strzelił pierwszego gola w trakcie gry w Bundeslidze. W Hannoverze grał do końca sezonu 2005/2006. W sumie rozegrał tam 74 ligowe spotkania i zdobył w nich 7 bramek.
W sierpniu 2006 za 4,7 miliona euro przeszedł do innego pierwszoligowca – Werderu Brema. W jego barwach zadebiutował 27 września 2006 w zremisowanym 1:1 meczu Ligi Mistrzów z FC Barceloną. Pierwszy ligowy występ dla Werderu zanotował 30 września 2006 przeciwko Borussii Mönchengladbach (3:0). Od czasu debiutu Mertesacker jest podstawowym zawodnikiem Werderu. W sezonie 2006/2007 w Lidze Mistrzów zajął z klubem 3. miejsce w swojej grupie. Wówczas Werder został przesunięty do Pucharu UEFA, w którym dotarł do półfinału. W sezonie 2007/2008 Mertesacker wywalczył z klubem wicemistrzostwo Niemiec. W 2009 roku zdobył z Werderem Puchar Niemiec. Zagrał z nim także w finale Pucharu UEFA, ale Werder przegrał tam po dogrywce 1:2 z Szachtarem Donieck.
30 sierpnia 2011 z Werderu został sprzedany do Arsenalu F.C.

## Kariera reprezentacyjna
Mertesacker rozegrał trzy spotkania w reprezentacji Niemiec U-21. W kadrze seniorskiej zadebiutował 9 października 2004 w wygranym 2:0 towarzyskim meczu z Iranem. Wszedł wówczas na boisko w 81. minucie meczu, zmieniając Christiana Wörnsa. Od czasu debiutu w reprezentacji Mertesacker jest jej podstawowym zawodnikiem.
W 2005 roku został powołany do kadry na Puchar Konfederacji. Na tym turnieju w wygranym 4:3 meczu fazy grupowej z Australią Mertesacker zdobył pierwszą bramkę w trakcie gry w drużynie narodowej. Podczas tamtego Pucharu Konfederacji zajął z reprezentacją 3. miejsce.
W 2006 roku był uczestnikiem mistrzostw świata, na których Mertesacker rozegrał sześć spotkań, a Niemcy zajęli trzecią pozycją. Na tym turnieju, po wygraniu po rzutach karnych ćwierćfinałowego meczu z Argentyną, zawodnik przeciwników – Leandro Cufré zaatakował Mertesackera, gdy ten schodził z boiska. Mertesacker doznał wówczas drobnego urazu uda, a także został kopnięty w pachwinę. Za ten atak Argentyńczyk został ukarany grzywną w wysokości 10 tysięcy franków szwajcarskich i zawieszeniem na cztery mecze.
W 2008 był członkiem kadry na mistrzostwach Europy, w których zagrał sześć razy, a jego reprezentacja zajęła 2. miejsce, po przegraniu finałowego meczu z Hiszpanią 0:1.
W 2010 zdobył brązowy medal na mistrzostwach świata. W 2014 wygrał z reprezentacją kolejne mistrzostwa świata, po czym zakończył karierę reprezentacyjną.

## Sukcesy

### Werder Brema
- Wicemistrzostwo Niemiec: 2007/08
- Puchar Niemiec: 2008/09
- Puchar Ligi Niemieckiej: 2006

### Arsenal
- Puchar Anglii: 2013/14, 2014/15, 2016/17
- Tarcza Wspólnoty: 2015

### Niemcy
- Mistrzostwo Świata: 2014
- 3. miejsce na Mistrzostwach Świata: 2006, 2010
- Wicemistrzostwo Europy: 2008
- 3. miejsce na Pucharze Konfederacji: 2005

## Odznaczenia
- Srebrny Liść Laurowy (2014)[1]